# Belonging
Belonging ist ein Studioalbum des amerikanischen Pianisten Keith Jarrett mit dem norwegischen Saxophonisten Jan Garbarek sowie Palle Danielsson und Jon Christensen, das am 24. und 25. April 1974 in Oslo aufgenommen und im Oktober 1974 veröffentlicht wurde. Dieses Debütalbum von Jarretts „europäischem Quartett“ war sehr erfolgreich und wurde so etwas wie Jarretts „erstes ‚Hitalbum‘ für ECM Records.“

## Hintergrund
1972 schlug der ECM-Produzent Manfred Eicher in einem Brief Keith Jarrett vor, mit den beiden Norwegern Jan Garbarek und Jon Christensen sowie dem Schweden Palle Danielsson ein Album im Quartett aufzunehmen. Eicher musste dabei keine „Überzeugungsarbeit“ leisten; er wusste, dass die Musiker bereits einander live gehört hatten und sich gegenseitig schätzten. Jarrett sagte zu. Eicher hatte zudem vorgeschlagen, dass er für Garbarek ein Konzert mit Streichern schreiben sollte. Jarrett bereitete sich darauf vor, indem er das Album Afric Pepperbird studierte und dann Garbarek einlud, ein paar Tage bei ihm zu verbringen. Im Winter 1973 kam Garbarek nach New Jersey, und gemeinsam gingen sie die eigens geschriebenen Kompositionen durch, die Jarrett vorspielte, spielten sie aber nicht zusammen. Stattdessen unterhielten sie sich, gingen spazieren und speisten miteinander, um sich besser kennenzulernen.
Ein erster Auftritt des neuen Quartetts fand am 18. April 1974 im Funkhaus Hannover statt, wo das Repertoire von Belonging im Rahmen des 100. NDR Jazzworkshops vorgestellt wurde. In Oslo wurde eine Woche später Belonging im Arne Bendiksen Studio von Jan Erik Kongshaug nach nur einer kurzen Probe aufgenommen. Es handelt sich bei allen Stücken um allererste Aufnahmen. Wie angeblich Miles Davis setzte auch Jarrett auf First Takes, weil er diese Art von Spontaneität wollte. Manfred Eicher zufolge bestand Jarrett auf dem ersten Take, selbst wenn ein anderer Musiker einen weiteren Mitschnitt machen wollte, weil er mit dem, was er gemacht hatte, nicht zufrieden war. Die Studiositzungen für Belonging schienen mühelos inspiriert gewesen zu sein, was angeblich vor allem an der hervorragenden Beziehung zwischen Jarrett und Palle Danielsson sowie Jon Christensen lag. Garbarek erinnerte sich daran, dass der Studiotermin nur eine Sache weniger Stunden war: „Es war das schnellste Album, das ich je aufgenommen habe.“ Nach dem Soundcheck hätte das Einspielen gerade einmal zwei Stunden gedauert. Und weiter: „Ich war wirklich auf Zack. Es war eine große Sache für mich, mit Keith zu spielen. Ich liebte seine Musik sehr, und diese Gelegenheit zu bekommen – ich war so konzentriert. Es war wie: Spiel das Beste, was du kannst, sofort.“ Jarretts für diese Begegnung geschriebenen Kompositionen wie „Spiral Dance“ oder „Long as You Know You’re Living Yours“ gelten mittlerweile als „geradezu ikonisch dafür, wie die drei Europäer mit dem Amerikaner interagierend und kommunizierend zusammenspielen konnten: Weiche Legato-Bögen vom Saxophon, die emotionalisierende Crys öfters aus dem Tritt brachten, wurden unterfüttert durch weit aufgefächerte Akkorde vom Klavier, trancehaft pluckernde Ostinati vom Bass und leise, unterschwellige Grooves vom Schlagzeug.“
Wenige Tage später, am 29. und 30. April 1974, wurde in Ludwigsburg das Album Luminessence mit Garbarek und den Streichern des Südfunks aufgenommen. In den darauffolgenden Tagen spielte das Quartett möglicherweise noch einige Konzerte in Deutschland und ein Fernsehkonzert in Oslo.
Für Jarrett war, wie er später analysierte, das europäische Quartett eine willkommene Abwechslung zu den Konzerten mit seinem amerikanischen Quartett mit Dewey Redman, Charlie Haden und Paul Motian: „In der amerikanischen Gruppe gab es eine Abneigung dagegen, eine zu offensichtliche Aussage zu machen – es war wie der Versuch, sich von der Offensichtlichkeit zurückzuziehen, die während einer bestimmten Ära des Jazz das Spiel-Ideal war; mit anderen Worten, spiele nicht wie andere, sondern nur dich selbst. Aber in gewisser Weise ist das unmöglich; zu keiner Zeit spielt man immer nur sich selbst. Darum ging es also in gewisser Weise bei der Band von Belonging – es war eine Abwechslung zur amerikanischen Band.“

## Titelliste
1. Spiral Dance – 4:11
2. Blossom – 12:15
3. Long as You Know You’re Living Yours – 6:14
4. Belonging – 2:15
5. The Windup – 8:27
6. Solstice – 13:13

Alle Kompositionen stammen von Keith Jarrett.

## Rezeption

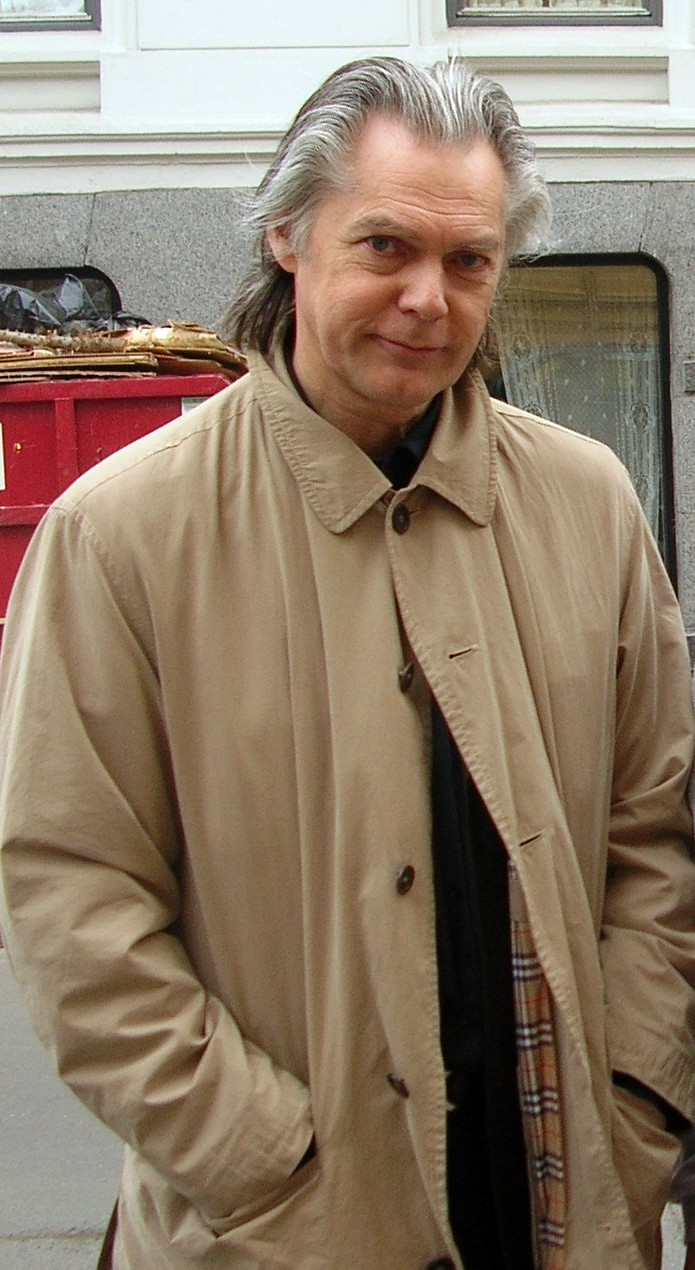
Jan Garbarek, wesentlicher Teil von Jarretts europäischem Quartett.

Belonging erhielt gute Kritiken und 1975 den Deutschen Schallplattenpreis. Die Zeitschrift Jazz Forum zeichnete es als „Album des Jahres (Europa)“ aus. Das Album verkaufte sich zudem erfolgreich. Es beeindruckte auch später noch Musiker wie Jonas Burgwinkel. Jarrett-Biograph Ian Carr meinte: „Das Album Belonging gehört zu den allerbesten Quartettaufnahmen im Jazz, weil alles daran überragend ist: die Kompositionen, das frei fließende Zusammenspiel, der Grad der Inspiration und die brillante, konzentrierte Improvisation aller vier Musiker.“ Auch wenn das Album keinesfalls ästhetisch innovativ sei, ist es für Jarrett-Biograph Wolfgang Sandner „in seiner vollkommenen Gestalt und seiner makellosen Aufführung“ als „klassisches Kunstwerk schlechthin“ einzustufen.
Richard S. Ginell vergab für Allmusic 4½ von fünf Sternen für Belonging und schrieb: „Die Platte ist am stärksten, wenn Jarrett das Quartett in seinen gewinnenden Gospel-Modus bei ‚Long as You Know You're Living Yours‘ und dem spannungsgeladenen ‚Spiral Dance‘ versetzt; die nachdenklichen Nummern sind weniger überzeugend. Dennoch widersetzte sich diese LP-CD erfolgreich den starken elektrischen Trends ihrer Zeit und hat auch heute noch Bestand.“
Richard Cook und Brian Morton bewerteten in ihrem Penguin Guide to Jazz das Album mit 4 Sternen und schrieben: „Belonging ... ist ein hervorragendes Album, das sich durch das offenste und freudigste Spiel des Pianisten auszeichnet; sein Doppel-Takt-Solo auf ‚The Windup‘ ist in seiner Ausgelassenheit und Geläufigkeit fast so wie bei Tatum. Das Country-Blues-Feeling von „Long as You Know You're Living Yours“ ist eine selbstbewusste Reflexion seiner musikalischen Wurzeln. Die Balladen 'Blossom', 'Solstice' und das Titelstück... sind in jeder Hinsicht bemerkenswert; Garbareks leicht verstimmtes Eröffnungsstatement bei ‚Solstice‘ und Danielssons anschließendes Solo sind meisterhaft, während Jarretts eigene gespaltene Akkorde das Geheimnis und die Zweideutigkeit des Stücks betonen.“
Stephen Davis verglich bereits 1975 in der New York Times Belonging mit den Produktionen, die Jarrett zur gleichen Zeit mit seinem amerikanischen Quartett eingespielt hatte, und kam zu dem Ergebnis, dass das Album aus Oslo überragend sei: „Belonging ist faszinierend, weil die Musik mit einem Feuer brennt, das bei den meisten Platten des Pianisten mit seiner amerikanischen Band, deren Mitglieder alle selbst Stars sind, irgendwie fehlt. Aber während Dewey Redman in den Ensemble-Passagen perfekt ist, ist Garbarek ein überragender Improvisator, und Jarrett entlockt ihm eine brüllende Ungestümtheit, die man in Garbareks Spiel noch nie gehört hat. Und Jarrett selbst wird von der rockenden, gesellenhaften skandinavischen Rhythmusgruppe erfreulich stimuliert.“ Dieses Bild wird von der Jazzkritik bis heute geteilt: Spielte er auf Belonging mit dem europäischen Quartett „seinen lyrischen Erfindungsreichtum voll und ganz aus, so zeigte er sich mit seinen Landsleuten als ein Pianist, der die Historie des afroamerikanischen Jazz verinnerlicht hatte und hart auf den Beat zu swingen und zu grooven wusste.“
Als 1980 Steely Dan Album Gaucho veröffentlichten, fand Keith Jarrett bei der Melodie des Titelsongs Ähnlichkeiten zu seiner Komposition Long As You Know You’re Living Yours. Nach einer juristischen Auseinandersetzung wurde auch Jarretts Name als Komponist hinzugefügt.